# Pamah (Tanah Pinem)
Pamah is een bestuurslaag in het regentschap Dairi van de provincie Noord-Sumatra, Indonesië. Pamah telt 2165 inwoners (volkstelling 2010).